# Giulia Grillo
Giulia Grillo (née le 30 mai 1975 à Catane) est une femme politique italienne, membre du Mouvement 5 étoiles, nommée le 1er juin 2018, ministre de la Santé du gouvernement Conte.

## Biographie
Giulia Grillo est née à Catane en 1975. Docteur en droit, elle milite depuis ses débuts au sein du Mouvement 5 étoiles, dans les rangs duquel elle a été élue à la Chambre des députés en 2013. Durant la 17e législature, elle a notamment été membre de la Commission des affaires sociales et de la santé, et en 2016 chef de groupe adjoint puis chef de groupe du M5S à la Chambre. En 2018, elle a été réélue députée et a occupé le poste de chef de groupe du mouvement dans l'hémicycle. Du 1er juin de la même année au 5 septembre 2019, elle est ministre de la Santé dans le gouvernement Conte.
Le 7 août 2020, lors d'un interview au quotidien La Stampa, elle déclare vouloir abandonner son parti au profit du Gruppo misto.